# Kings Canyon nationalpark
Kings Canyon nationalpark ligger i Fresno County och Tulare County i delstaten Kalifornien, USA, i södra delen av bergskedjan Sierra Nevada. Den gränsar till Sequoia nationalpark. Området går att nå med bil, men är i huvudsak avsett för vandring och vildmarksliv.